# لقد بدأنا للتو

الكاربنترز (لقد بدأنا للتو) 1970

لقد بدأنا للتو (بالإنجليزية: We've Only Just Begun) بدأت هذه الأغنية كإعلان تجاري لاحدى البنوك حيث قامت وكالة إعلانات بتكليف مؤلفي الأغاني بول ويليامز وروجر نيكولز بكتابته في عام 1968 لصالح بنك كروكر، الذي كان يحاول جذب الشباب وحديثى الزواج إلى مؤسستهم.

## نشأة الأغنية
قال بول ويليامز في حوار صحفي لموقع سونج فاكتس: "لقد كانت الأغنية بداية رومانسية لإعلان مصرفي... كان هناك كاتب أغاني رائع اسمه "توني آشر" كتب لهذه الوكالة الإعلانية من قبل، وتعرض لحادث تزلج وكسر ذراعه، لذا لم يستطع الكتابة أو العزف على البيانو أو أي شيء آخر. لذلك تم اقتراح أسمي أنا وروجر نيكولز كبديل لكتابة هذا الإعلان. اتصلت بنا وكالة الإعلانات وقالت، "انظر، نحن سوف نعرض زوجين شابين يتزوجان، ويقودان سيارتهما حتى غروب الشمس، ونسمع صوتاً يقول، "أمامك طريق طويل لتقطعه، نود مساعدتك للوصول إلى بنك كروكر"، وهنا بدأ تفكير بول ويليامز يتجه إلى كلمات ذات قافية تتناسب مع اسم "كروكر" وقال البنك: "لا، لا نريد أغنية" ما طلبوه هو ما نسميه اليوم فيديو كليب موسيقي. كان سيظهر زوجين شابين يتزوجان، يقودان السيارة حتى غروب الشمس بعد حفل الزفاف، والقبلة الأولى وكل شيء. لذلك كتبت أنا وروجر الأغنية التي من شأنها أن تلعب على ذلك".
أعتقد أن «ريتشارد كاربنتر» سمعني أغنيها في الإعلان التلفزيوني، واتصل وسألني عما إذا كانت هناك أغنية كاملة.

## طاقم الغناء والتسجيل
كارين كاربنتر: غناء رئيسي وغناء مساند
ريتشارد كاربنتر: غناء مشارك وغناء مساند - بيانو - بيانو ورليتسر الإلكتروني
جو أوزبورن: جيتار باس
هال بلين: طبول
دوج سترو: كلارينيت
آلات النفخ: بوب ماسنجر - جيم هورن - توني تيران 

## كلمات الأغنية
لقد بدأنا للتو في العيش We've only just begun to live
الروابط البيضاء والوعود White lace and promises
قبلة الحظ ونحن في طريقنا A kiss for luck and we're on our way
(لقد بدأنا للتو) (We've only begun)
قبل شروق الشمس نطير Before the risin' sun, we fly
نختار من بين الكثير من الطرق So many roads to choose
سنبدأ المشي ونتعلم الجري We'll start out walkin' and learn to run
(نعم، لقد بدأنا للتو) (And yes, we've just begun)
تقاسم الآفاق التي هي جديدة بالنسبة لنا Sharing horizons that are new to us
مشاهدة العلامات على طول الطريق Watching the signs along the way
تحدثنا، فقط نحن الاثنين Talkin' it over, just the two of us
العمل معًا يومًا بعد يوم Workin' together day to day
سويا Together
وعندما يأتي المساء نبتسم And when the evening comes, we smile
الكثير من الحياة في المستقبل So much of life ahead
سنجد مكانًا يوجد فيه متسعاً للنمو We'll find a place where there's room to grow

## الأغنية على القوائم حول العالم
احتلت الأغنية المركز الأول على قوائم أفضل الأغاني في: كندا – الولايات المتحدة على قائمة بيلبورد (للإستماع السهل) – الولايات المتحدة (كاش بوكس).
ظهرت على قائمة أفضل أغاني عام 1970 في الولايات المتحدة وكندا وأستراليا.
فازت بجائزة الاسطوانة الفضية في بريطانيا.
فازت بجائزة الاسطوانة الذهبية في الولايات المتحدة.
احتلت المرتبة 414 في قائمة مجلة رولينج ستون" أعظم 500 أغنية في كل العصور
في عام 1998، تم إدخال التسجيل في قاعة مشاهير جرامي لتسجيلات "ذات جودة دائمة أو أهمية تاريخية
حصلت على المرتبة الثانية في المملكة المتحدة من أغاني فريق الكاربنترز المفضلة للأمة، التي تم بثها ITV في عام 2016
حققت الأغنية الأصلية لفريق الكاربنترز أكثر من 44 مليون مشاهدة على موقع اليوتيوب.

## نسخ أخرى للأغنية
قام عدد كبير من الفنانيين (ما يزيد عن 190) بغناء «لقد بدأنا للتو» كان من أبرزهم: بيري كومو (1970) - ديون وارويك (1970) – جوني ماتيس (1971) – آندي ويليامز (1971) – كورتيس مايفيلد (1971) – بول ويليامز (1971) – بوبي وماك (1976) – بينج كروسبي (1977) - باربرا سترايساند (1991) – توني كريستي (2006) – باري مانيلو (2010)

## وصلات خارجية
https://www.youtube.com/watch?v=AnwKOzaPio8 لقد بدأنا للتو
https://www.youtube.com/watch?v=MB5cLAgG5VI لقد بدأنا للتو
https://www.youtube.com/watch?v=GFQ66DBDP_8 لقد بدأنا للتو
https://www.youtube.com/watch?v=HoMeBV2_i1M لقد بدأنا للتو
https://www.youtube.com/watch?v=yUQfDZUZLYU لقد بدأنا للتو
https://www.youtube.com/watch?v=eopufSMODLo لقد بدأنا للتو
https://www.youtube.com/watch?v=10Wq_hvKuFk لقد بدأنا للتو
https://www.youtube.com/watch?v=69kE551CSF4 لقد بدأنا للتو
https://www.youtube.com/watch?v=__VQX2Xn7tI لقد بدأنا للتو
https://www.songfacts.com/facts/carpenters/weve-only-just-begun لقد بدأنا للتو
https://thecarpenters.fandom.com/wiki/We%27ve_Only_Just_Begun لقد بدأنا للتو
https://www.huffpost.com/entry/carpenters-weve-only-just-begun-paul-williams_n_6172974 لقد بدأنا للتو